# Francisco Merino Molina
Francisco Merino Molina (11 de abril de 1963 en Madrid, España) es una destacada figura del kárate español. En la decimoctava edición del campeonato de Europa (1983), celebrado en Madrid, consiguió la medalla de oro en kumite masculino en la categoría de -75Kg. 
En 1984 participó en la séptima edición del campeonato del mundo de Karate, donde obtuvo medalla de bronce (por equipos) junto a José Pérez, Felipe Hita, Oscar Zazo, José Manuel Egea, José María Torres y Antonio M. Amillo.
En la actualidad sigue dedicando su vida al Kárate, impartiendo calses y preparando a competidores como maestro del estilo Shito-Ryu.

## Palmarés
| Año  | Títulos |
| ---- | --- |
| 1981 | Campeón de España (Junior Individual)                                                                                            |
| 1982 | Campeón de Europa (Junior equipo de España), Subcampeón de Europa (Junior individual), Subcampeón de España (Senior Individual)  |
| 1983 | Campeón de Europa (Individual Senior), Campeón de Europa (Junior Equipo de España)                                               |
| 1984 | 3º Clasificado Campeonato del mundo (Equipo España), Subcampeón de Europa (Junior Equipo de España), Campeón de España de Clubes |
| 1985 | Campeón de España de Clubes |
| 1986 | 3º Clasificado Campeonato de España, Campeón de España de Clubes                                                                 |
| 1987 | Campeón de España de Clubes |
| 1988 | Campeón de Europa de Clubes, Campeón de España de Clubes                                                                         |
| 1990 | 3º Clasificado en el Campeonato de Europa de Clubes                                                                              |